# 32027 Jupitercheng
32027 Jupitercheng è un asteroide della fascia principale. Scoperto nel 2000, presenta un'orbita caratterizzata da un semiasse maggiore pari a 2,451070 UA e da un'eccentricità di 0,140694, inclinata di 7,200593° rispetto all'eclittica.